# رود چیکوگو
رود چیکوگو (به لاتین: Chikugo River) یک رود در ژاپن است که در استان فوکوئوکا واقع شده‌است.